# Teorema della velocità media

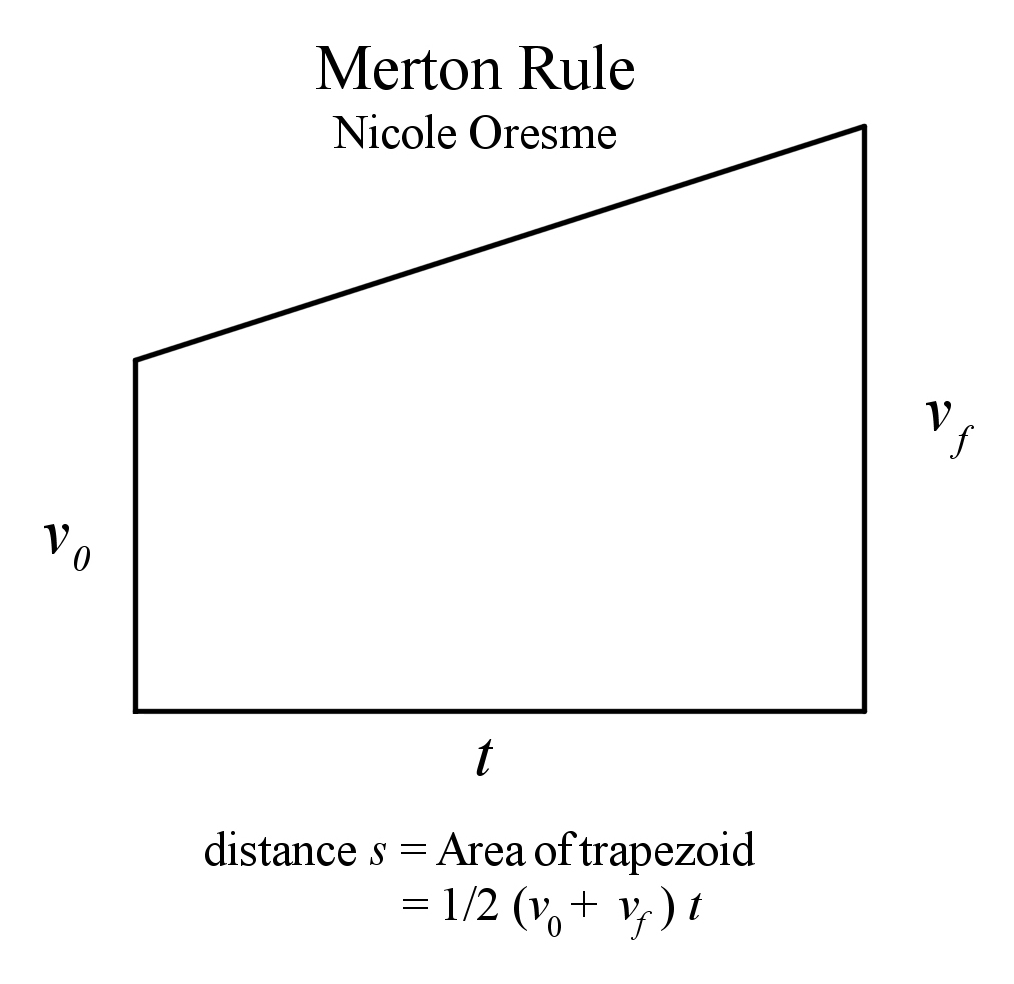
Dimostrazione geometrica del Teorema della velocità media di Merton data dal matematico d'Oresme.

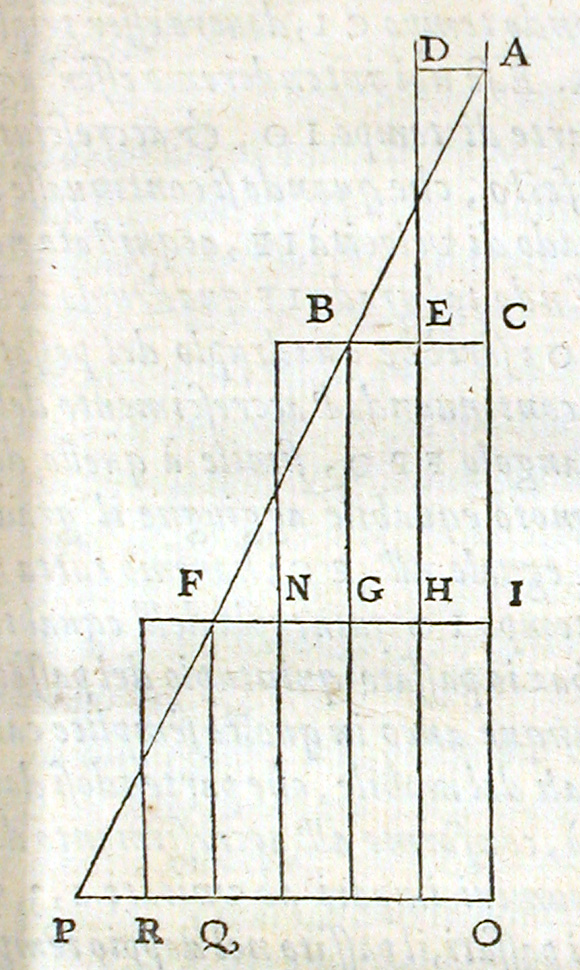
La dimostrazione di Galileo della legge dello spazio percorso in caso di moto uniformemente vario è analoga a quella che fece d'Oresme secoli prima.

Nel XIV secolo i Calcolatori di Oxford del Merton College e collaboratori francesi quali Nicola d'Oresme dimostrarono il teorema della velocità media, noto anche come il teorema della velocità media di Merton. Esso sostiene essenzialmente che un corpo uniformemente accelerato (con partenza da fermo) percorre la medesima distanza di un corpo a velocità uniforme la cui velocità è pari a metà della velocità finale del corpo accelerato. Alcune tavolette di argilla utilizzate in ambito astronomico babilonese (350-50 a.C.) si avvalsero di procedure trapezoidali per calcolare la posizione di Giove ed il suo moto anticipando così il teorema di ben quattordici secoli.
Gli scienziati medievali dimostrarono questo teorema – su cui si basa la "legge della caduta dei gravi" – molto prima di Galileo Galilei, a cui esso è generalmente associato. Il fisico matematico e storico della scienza Clifford Truesdell, scrisse:
almeno per quanto riguarda il moto - dalle quantità numeriche che hanno da allora dominato la scienza occidentale. Il loro contributo scientifico si diffuse rapidamente in Francia, Italia e in altre parti d'Europa. Quasi contemporaneamente, Giovanni da Casale e Nicole Oresme scoprirono come rappresentare i risultati delle loro ricerche con l'ausilio di grafici geometrici, introducendo così il collegamento tra la geometria e il mondo fisico, che divenne la seconda peculiarità del pensiero occidentale...»